# Myrmica hirsuta
Myrmica hirsuta је инсект из реда Hymenoptera и фамилије Formicidae. 

## Угроженост
Ова врста се сматра рањивом у погледу угрожености врсте од изумирања.

## Распрострањење
Уједињено Краљевство је једино познато природно станиште врсте.

## Станиште
Врста Myrmica hirsuta има станиште на копну.